# 함평 (연호)
함평(咸平, 998년 ~ 1003년)은 북송 진종(眞宗) 조항(趙恆)의 첫번째 연호이다. 6년 가량 사용하였다.

## 개원
- 지도(至道) 4년 1월 1일[1](998년 1월 31일)에 연호를 함평(咸平)으로 개원함.[2][3][4][5]

- 함평(咸平) 7년 1월 1일[6](1004년 1월 25일)에 연호를 경덕(景德)으로 개원함.[7][8][4][5]

## 연대 대조표
| 함평       | 원년            | 2년        | 3년        | 4년        | 5년        | 6년        |
| 서기(西紀) | 998년           | 999년      | 1000년     | 1001년     | 1002년     | 1003년     |
| 간지(干支) | 무술(戊戌)      | 기해(己亥) | 경자(庚子) | 신축(辛丑) | 임인(壬寅) | 계묘(癸卯) |
| 요(遼)     | 통화(統和) 16년 | 17년       | 18년       | 19년       | 20년       | 21년       |

## 동시대 연호

### 중국
요(遼)
- 통화(統和) (983년 ~ 1012년)

대리국(大理國)
- 명치(明治) (997년 ~ 1005년)

호탄 왕국(于闐國)
- 천흥(天興) (986년 ~ 999년)

기타
- 왕균(王均) 화순(化順) (1000년)

### 베트남
- 응티엔(應天) (994년 ~ 1007년)

### 일본
- 조토쿠(長德) (995년 ~ 999년)
- 조호(長保) (999년 ~ 1004년)

## 같이 보기
- 중국의 연호 목록